# مانوئل پلازا
مانوئل پلازا (اسپانیایی: Manuel Plaza‎؛ ۱۷ مارس ۱۹۰۰ – ۹ فوریه ۱۹۶۹) دونده ماراتن اهل شیلی بود.
وی در مسابقات کشوری و بین‌المللی در مجموع برندهٔ ۱ مدال نقره شده‌است.